# Эффект Риги — Ледюка
Эффект Риги — Ледюка — термомагнитный эффект, состоящий в том, что при помещении проводника с градиентом температур в постоянное магнитное поле, перпендикулярное тепловому потоку, возникает вторичная разность температур, перпендикулярная магнитному полю и тепловому потоку.

## Описание
Эффект Риги — Ледюка, как и другие термомагнитные явления, обусловлен тем, что траектории носителей заряда в магнитном поле искривляются под действием силы Лоренца. Диффундирующие носители заряда переносят с собой теплоту (теплопроводность). В отсутствие магнитного поля поток теплоты направлен от горячего конца образца к холодному. При включении магнитного поля поток диффузии отклоняется силой Лоренца на некоторый угол, и возникает поперечный градиент температуры.
Количественной характеристикой эффекта служит постоянная Риги — Ледюка {\displaystyle S}, характеризующая свойства данного вещества. При этом
{\displaystyle \nabla _{y}T=SB_{z}\nabla _{x}T\,.}
Согласно простейшим представлениям,
{\displaystyle S={\frac {e\tau }{m^{*}c}}\,,}
где {\displaystyle \tau } — время свободного пробега носителей, {\displaystyle e} — их электрический заряд, {\displaystyle m^{*}} — эффективная масса.
Так как направление силы Лоренца при данном направлении диффузии зависит от знака носителей заряда, то знак {\displaystyle S} будет различным для носителей разного знака. Для электронов {\displaystyle S>0}, для дырок {\displaystyle S<0}.
Существует приближенное соотношение между {\displaystyle S} и постоянной Холла {\displaystyle R}:
{\displaystyle S=\sigma R\,,}
где {\displaystyle \sigma } — удельная электропроводность.

## История открытия
Открыт эффект почти одновременно в 1887 году итальянским физиком А. Риги и французским физиком С. А. Ледюком.